# 王超英
王超英（1958年7月—），北京市人，男性，汉族，中华人民共和国政治人物，中国共产党党员，第十三届全国人民代表大会陕西省代表。
王超英现任全国人民代表大会常务委员会法制工作委员会副主任委员（2016年2月获任），2018年1月，当选第十三届全国人民代表大会代表。2018年3月，当选第十三届全国人民代表大会常务委员会委员、全国人民代表大会农业与农村委员会委员。